# The Best of Bros
A The Best of Bros válogatásalbum a brit Bros fiúcsapat 2004. április 5-én megjelent kiadványa, mely a 3 stúdióalbumról tartalmaz dalokat, valamint két B oldalas dalt is tartalmaz. Az album nagyrészt az első Push albumról kimásolt dalokat tartalmazza, azonban az albumhoz tartozó füzet nem tartalmaz Craig Loganról képeket, aki 1989 elején távozott a csapatból.
Az album az ismert slágerek ellenére sem lett sikeres, az Egyesült Királyságban is csupán a 128. helyig sikerült jutnia az albumlistán.

## Megjelenések
CD  Egyesült Királyság 
Columbia – 512370 2
1. "When Will I Be Famous?" – 3:59  a Push című albumról
2. "Drop The Boy" – 3:49  a Push című albumról
3. "Madly In Love (Joe Smooth Mix) – 4:28   a The Time című albumról
4. "Ten out of Ten" – 4:06  a Push című albumról
5. "Cat Among the Pigeons" – 4:05  a Push című albumról
6. "Too Much" – 3:30   a The Time című albumról
7. "I Owe You Nothing" – 3:40  a Push című albumról
8. "Liar" – 3:42   a Push című albumról
9. "Chocolate Box" – 3:59   a The Time című albumról
10. "Money" – 4:21   a The Time című albumról
11. "It's a Jungle Out There" – 4:14  a Push című albumról
12. "I Quit" – 3:32  a Push című albumról
13. "Changing Faces" – 3:59 a  Changing Faces című albumról
14. "Sister" – 4:22   a The Time című albumról
15. "Life's a Heartbeat" – 4:46 from The Time
16. "Are You Mine?" – 4:37 a Changing Faces című albumról
17. "Try" – 3:38 a  Changing Faces című albumról
18. "I'll Count the Hours" – 4:05 A Sister című kislemez B-oldaláról
19. "Silent Night" – 3:50 A Cat Among the Pigeons című kislemez B-oldaláról